# Hermann Franck (Schriftsteller)
Hermann Franck (* 14. April 1802 in Breslau; † 3. November 1855 in Brighton, England) war ein deutscher Schriftsteller, Ästhetiker und Kritiker.

## Leben
Hermann Franck kam als Sohn des Kaufmanns und Bankiers Israel Berel Franck († 1828) und der Friedericke (Frida) Frank (* 1783; † 4. November 1849), geb. Kalkstein, zur Welt. Franck wuchs in Breslau auf und hatte mehrere Brüder, darunter den Buchhändler Albert Franck in Paris und den Komponisten Eduard Franck.
Als Schüler Hegels, Freund Heinrich Heines und Felix Mendelssohn Bartholdys, als Vertrauter Richard Wagners und Arnold Ruges, als Gesprächspartner Alexander von Humboldts und Karl August Varnhagen von Enses in Berlin stand er im Zentrum der Verfassungsentwicklung des Vormärzes, der Ideen-, Literatur- und Musikgeschichte der ersten Hälfte des 19. Jahrhunderts.
Nach naturwissenschaftlichem Studium in Breslau, Göttingen und Berlin und Promotion zum Dr. phil. schrieb Franck 1826/1827 Artikel für die Berliner Allgemeine musikalische Zeitung von Adolf Bernhard Marx und veröffentlichte 1830 einen vielbeachteten Aufsatz über die Matthäuspassion von Bach. In der Folgezeit wohnte Franck in Paris, wo er mit Heine, Börne, Hiller, Mendelssohn, Meyerbeer, Chopin und Liszt verkehrte. 1838 heiratete er in Rom die Tochter des dort lebenden Prinzen Heinrich von Preußen, eines Bruders von Friedrich Wilhelm III.
1839 übernahm Franck die verantwortliche Redaktion der Leipziger Allgemeinen Zeitung und betätigte sich anschließend als Autor für die von Arnold Ruge und Ernst Theodor Echtermeyer herausgegebenen junghegelianischen Hallischen Jahrbücher für deutsche Wissenschaft und Kunst bzw. Deutschen Jahrbücher für Wissenschaft und Kunst. Später setzte er sich ausführlich mit Richard Wagner über dessen Werk auseinander. Am 26. Mai 1840 kam in Leipzig Sohn Hugo zur Welt. Francks pädagogisch orientiertes Tagebuch für Hugo (Wenn Du dies liest …, München 1997, desgl. München 2000) gehört zu den bedeutendsten Kindheitsbüchern der Literaturgeschichte (Hartmut von Hentig). 1846/47 korrespondierte er auch mit Robert Schumann.
Franck starb nach einem Sturz aus dem Fenster seines Zimmers im Brightoner Hotel Albion am frühen Morgen des 3. Novembers 1855. Im Hotelzimmer wurde sein Sohn Hugo, der mit dem Vater nach England gekommen war, um auf einem Ostindienfahrer anzumustern, erstickt aufgefunden. Die Umstände des Doppeltodes blieben unaufgeklärt; Hugo hatte an Vorerkrankungen gelitten.